# Йохан III фон Пфалц
Йохан III фон Пфалц (на немски: Johann von der Pfalz; * 7 май 1488, Хайделберг; † 3 февруари 1538) от род Вителсбахи, е 48. княз-епископ на Регенсбург от 1507 до 1538 г.

## Живот
Той е седмият син на пфалцграф Филип (1448 – 1508), курфюрст на Пфалц, и на Маргарета Баварска (1456 – 1501), дъщеря на херцог Лудвиг IX от Бавария-Ландсхут и съпругата му принцеса Амалия от Саксония. Наследник на баща му като курфюрст става най-големият му брат Лудвиг V.
Йохан III остава администратор на епископството, понеже не искал да бъде помазан. Той е съветник при неспокойствията на гражданите в Регенсбург от 1511 до 1513 г.
Йохан III подкрепя борбата против евреите в Регенсбург и през 1519 г. те са призовани да напуснат града. Тяхната синагога е разрушена и на нейното място е издигната църквата „Св. Мария“. На края на службата му като администратор той оставя финансови задължения от 30 000 гулдена.